# Vĩnh Gia (xã)
Vĩnh Gia là một xã thuộc huyện Tri Tôn, tỉnh An Giang, Việt Nam.

## Địa lý
Vĩnh Gia là một xã biên giới của huyện Tri Tôn, có vị trí địa lý:
- Phía đông giáp xã Lạc Quới
- Phía tây giáp tỉnh Kiên Giang
- Phía nam giáp xã Vĩnh Phước
- Phía bắc tiếp giáp Campuchia.

Xã Vĩnh Gia có diện tích 38,06 km², dân số năm 2019 là 5.261 người, mật độ dân số đạt 138 người/km².
Trên địa bàn xã có kênh Vĩnh Tế chảy qua.

## Hành chính
Xã Vĩnh Gia được chia thành 4 ấp gồm: Vĩnh Hòa, Vĩnh Hiệp, Vĩnh Cầu, Vĩnh Lạc.

## Lịch sử
- Quyết định 56-CP[4] ngày 11 tháng 3 năm 1977 của Hội đồng Chính phủ, hợp nhất huyện Tri Tôn và huyện Tịnh Biên thành một huyện lấy tên là huyện Bảy Núi, xã Vĩnh Gia thuộc huyện Bảy Núi.
- Quyết định 300-CP[5] ngày 23 tháng 8 năm 1979 của Hội đồng Bộ trưởng chia chia huyện Bảy Núi thành hai huyện lấy tên là huyện Tri Tôn và huyện Tịnh Biên, xã Vĩnh Gia thuộc huyện Tri Tôn.